# Маччони, Алехандро
Алехандро Маччони Сейсдедос (исп. Alejandro Maccioni Seisdedos, 21 февраля 1919, Кольипульи — 5 мая 2014) — чилийский шахматист.
Входил в число сильнейших шахматистов Чили 1940—начала 1950-х гг.
В составе сборной Чили участник шахматной олимпиады 1950 г. (играл без замен на 4-й доске после М. Кастильо, Р. Флореса и Р. Летелье: в команде не было запасного участника).
Участник ряда сильных международных турниров, проводившихся в Южной Америке.

## Спортивные результаты
| Год  | Город          | Соревнование                           | + | −  | = | Результат | Место |
| ---- | -------------- | -------------------------------------- | - | -- | - | --------- | ----- |
| 1945 | Винья-дель-Мар | Международный турнир                   | 3 | 4  | 6 | 6 из 13   | 9     |
| 1946 | Мар-дель-Плата | Международный турнир                   | 3 | 11 | 4 | 5 из 18   | 18    |
| 1950 | Дубровник      | IX Олимпиада (сборная Чили, 4-я доска) | 6 | 4  | 5 | 8½ из 15  |       |